# Scaptomyza flavifacies
Scaptomyza flavifacies är en tvåvingeart som först beskrevs av Malloch 1932.  Scaptomyza flavifacies ingår i släktet Scaptomyza och familjen daggflugor. Inga underarter finns listade i Catalogue of Life.